# Придурки на каникулах (фильм)
«Придурки на каникулах» (фр.  Les Sous-doués en vacances) — французский комедийный фильм режиссёра Клода Зиди, вышедший в 1982 году. Продолжение фильма «Придурки на экзаменах», снятого в 1980 году.

## Сюжет
Безумный профессор изобрёл «Машину Любви», которая может продемонстрировать, насколько люди подходят друг другу. Так, во время одного из экспериментов, Бебель (Даниэль Отей) встречает свою возлюбленную Клодин (Грас де Капитани). На момент знакомства, они одиноки и огорчены: девушка Бебеля уехала отдыхать с другим. И у Клодин — похожая ситуация: её сестра-близняшка Элен придумала хитроумный план и укатила на Сейшелы с её же парнем! «Машина Любви» не обманула, у молодых начинается бурный роман, но судьба не перестает подбрасывать им новые испытания: известный певец Поль Мемфис (Ги Маршан) хочет отбить Клодин у Бебеля…

## В ролях
- Ги Маршан — Поль Мемфис
- Даниэль Отёй — Бебель
- Грас де Капитани — Клодин / Элен
- Шарлотт де Тюркейм — Петрони
- Жан-Поль Фарре — изобретатель Машины Любви
- Юбер Дешам — хирург
- Гаэтан Блум — Гаэтан
- Патрик Лоран — Граффити
- Филипп Адлер — Ролан
- Жан-Поль Лильенфельд — Стефан
- Патрик Зард — Зард
- Жак Ролан — в роли себя
- Жерар Ленорман — в роли самого себя
- Мириам Писакан — толстая
- Дидье Каминка
- Оноре Н’Зуе — Того
- Шарлотта Бонне
- Беатрис Шателье — Дженнифер
- Флоранс Герин — первая Бриджит Бардо
- Доминик Юлен — телохранитель Жерара Ленормана
- Дори Томас —  Мэрилин, турист Булонского леса
- Элен Зиди — стюардесса в Руасси
- Сандрин Боннер — девушка в толпе на спектакле
- Владимир Косма — член студии звукозаписи

## Съёмочная группа
- Режиссёр: Клод Зиди
- Сценарий: Мишель Фабр, Дидье Каминка
- Диалоги: Клод Зиди
- Оператор: Пол Бонис
- Монтажёр: Николь Сонье
- Композитор: Владимир Косма
- «Шумовое оформление»: Жан-Пьер Лелон

## Производство
Актёрский состав фильма отличается от предыдущего. Некоторые актёры из «Придурков на экзаменах» получили роли других персонажей. В первой части Юбер Дешам играл профессора, в «Придурках на каникулах» его персонаж был хирургом. В «Придурках на каникулах» не участвовало несколько актёров из первого фильма, например, Мария Паком и Ришар Боренже, зато здесь снялись сценарист Дидье Каминка и композитор Владимир Косма (член студии звукозаписи). Песню для фильма написал Ги Маршан вместе Филиппом Адлером и Владимиром Косма. В их задачу входило создать композицию, которая бы завоевала популярность у слушателей, обладала узнаваемостью и звучала на радио и телевидении. Песня «Destinée» (в переводе с французского «Судьба») действительно имела получила широкое признание. Она также была использована в фильме режиссёра Жана-Мари Пуаре «Дед Мороз — отморозок» (1982).